# 何嵩
何嵩（?—?），字泰基，陈国阳夏人，何曾之孙，何遵的长子。何绥、何机、何羡的兄长。
何嵩性格宽弘爱护士人，博观古代典籍，非常精通《史记》、《汉书》。年轻时历任显贵而政事不繁清要的官职，兼领著作郎。弟弟何绥被东海王司马越所杀。何曾曾经参加晋武帝的宴会，回家对何遵说：“国家应天受禅，创业立统。我每次赴宴参见，未曾听到治国远略，只说平常琐事，不是为子孙谋划的兆头。自己还能在位，后嗣就危险了！这是子孙之忧。你等还可获得保全。”指着孙子们说：“这些人必然遭遇乱世。”何绥死时，何嵩哭着说："我祖父是大圣人啊！"